# Бесточечная коровка
Бесточечная коровка (лат. Cynegetis impunctata) — вид божьих коровок. Довольно редок. Близкий вид — коровка люцерновая (Subcoccinella vigintiquatuorpunctata).

## Описание
Коровка длиной в 3,0–4,5 мм. Как и следует из названия, этот вид божьих коровок не имеет точек. Всё тело покрыто тонкими волосками и окрашено в красный цвет; голова чёрная, первые сегменты лапок чёрные, остальные, до коготков, — рыжие.

## Экология и местообитания
Предпочитает влажные травянистые равнины, часто возле больших рек. Питается на канареечнике (Phalaris) и маннике (Glyceria).. Можно встретить в Австрии, Бельгии, Норвегии, Германии, Польше, Швеции, Чехии и Словакии.

## Галерея

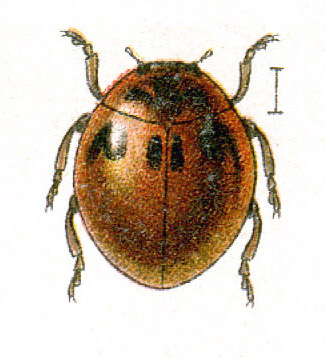
Иллюстрация
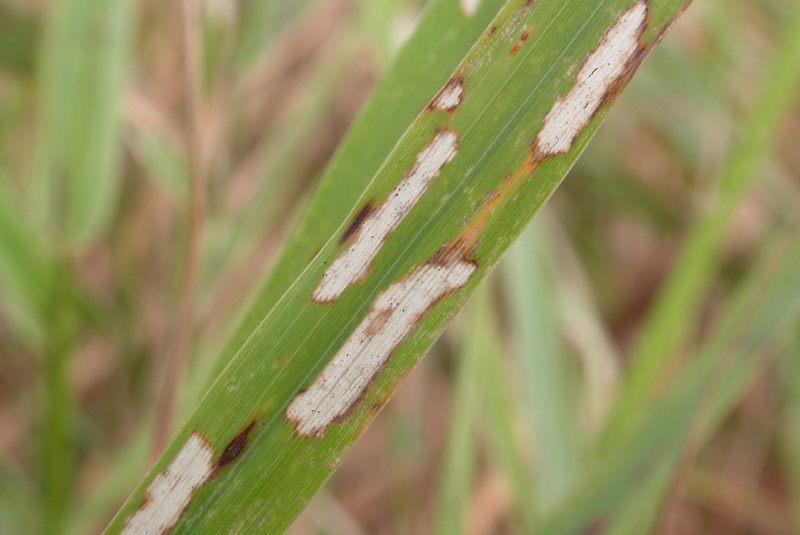
Свидетельство пребывания